# Театр міміки та жестів
Театр жестів (англ. gestural theatre) — різновид театру, де переважає вираження образу рухами тіла та жестами, але з апріорним використанням слова, музики й усіх можливих сценічних засобів. 
Цей театр має тенденцію до уникнення не тільки текстуальності, але також міміки, яка часто сліпо залежить від закодованої розповідної мови класичної пантоміми у манері Марселя Марсо, де перетворюють тіло актора у вихідний пункт сцени та навіть слова, так що ритм, фраза, голос набувають функції експресивних жестів.